# Cherish (album David Cassidy)
| Recensione              | Giudizio |
| ----------------------- | -------- |
| AllMusic                |          |
| Dizionario del Pop-Rock |          |

Cherish è il primo album in studio del cantante statunitense David Cassidy, pubblicato dall'etichetta discografica Bell Records nel febbraio del 1972.

## Tracce

### LP
Lato A
1. Being Together – 2:53 (Tony Romeo)
2. I Just Wanna Make You Happy – 2:18 (Wes Farrell, Bobby Hart)
3. Could It Be Forever – 2:16 (Wes Farrell, Danny Janssen)
4. Blind Hope – 3:14 (Adam Miller)
5. I Lost My Chance – 2:38 (Adam Miller)
6. My First Night Alone Without You – 3:34 (Kin Vassy)

Lato B
1. We Could Never Be Friends ('Cause We've Been Lovers Too Long) – 2:50 (Tony Romeo)
2. Where Is the Morning – 2:53 (Adam Miller)
3. I Am a Clown – 4:35 (Tony Romeo)
4. Cherish – 3:46 (Terry Kirkman)
5. Ricky's Tune – 3:24 (David Cassidy)

## Musicisti
- David Cassidy – voce (non accreditato)
- Dennis Budimir – chitarra
- Louis Shelton – chitarra
- Tommy Tedesco – chitarra
- Larry Carlton – chitarra
- Mike Melvoin – piano, arrangiamento strumenti a corda e strumenti a fiato
- Max Bennett – basso
- Reinie Press – basso
- Hal Blaine – batteria
- Wes Farrell – arrangiamento parte ritmica
- John Bahler – arrangiamento cori
- Al Capp – arrangiamento cori (brano: Cherish)

Note aggiuntive
- Wes Farrell – produttore (per la Coral Rock Productions, Inc.)
- Registrazioni effettuate al Western Recorders (Studio 2) di Los Angeles, California
- Bob Kovach – ingegnere delle registrazioni
- Winston Wong – assistente ingegnere delle registrazioni
- Henry Diltz – foto copertina album originale
- Michael Mendel, Maurer Productions – design copertina album originale
- Beverly Weinstein – art direction copertina album originale [4]

## Classifica
Album
| Anno | Classifica            | Posizione raggiunta |
| ---- | --------------------- | ------------------- |
| 1972 | Billboard 200         | 15                  |
| 1972 | Official Albums Chart | 2                   |

Singoli
| Anno | Titolo del brano            | Classifica             | Posizione raggiunta |
| ---- | --------------------------- | ---------------------- | ------------------- |
| 1972 | Cherish                     | Adult Contemporary     | 1                   |
| 1972 | Could It Be Forever         | Adult Contemporary     | 13                  |
| 1972 | Could It Be Forever/Cherish | Official Singles Chart | 2                   |